# Danylo Sikan
Danylo Jaroslavovyc Sikan (in ucraino Данило Ярославович Сікан?; Žytomyr, 16 aprile 2001) è un calciatore ucraino, attaccante del Trabzonspor.

## Carriera

### Club
Ha giocato nella prima divisione ucraina.

### Nazionale
Con l'Under-20 ucraina ha preso parte al campionato mondiale di calcio Under-20 2019, vinto dalla propria nazionale.
Sikan ha esordito con la maglia dell'Ucraina il 1º settembre 2021 contro la Kazakistan, entrando come sostituto all'82º minuto e andando a segno in una partita conclusasi sul 2-2.

## Palmarès

### Club

#### Competizioni nazionali
- Campionato ucraino: 3

Šachtar: 2019-2020, 2022-2023, 2023-2024
- Coppa d'Ucraina: 1

Šachtar: 2023-2024
- Supercoppa d'Ucraina: 1

Šachtar: 2021

### Nazionale
- Campionato mondiale Under-20: 1

Polonia 2019